# Val-Suzon
 Val-Suzon  es una población y comuna francesa, en la región de Borgoña, departamento de Côte-d'Or, en el distrito de Dijon y cantón de Saint-Seine-l'Abbaye.

## Demografía
| 136 | 118 | 109 | 178 | 194 | 180 |
| Para los censos de 1962 a 1999 la población legal corresponde a la población sin duplicidades (Fuente: INSEE [Consultar]) |     |     |     |     |     |